# Октанове число
Окта́нове число́ (ОЧ) — умовний показник, що характеризує здатність палива забезпечити бездетонаційну роботу двигунів із примусовим запаленням. Октанове число — це вміст (за об'ємом) ізооктану(о.ч.=100) в суміші з н-гептаном (о.ч.=0), еквівалентний за детонаційною стійкістю досліджуваному паливу. Октанове число може бути більше 100.

## Визначення октанового числа і його різновиди
Октанове число визначається на спеціальних установках шляхом порівняння характеристик горіння випробуваного палива й еталонних сумішей ізооктану (детонаційна стійкість якого прийнята за 100) і н-гептану (детонаційна стійкість якого прийнята за 0). Випробування протікають у двох режимах: жорсткому (частота обертання колінвалу 900 хв−1, температура всмоктуваної суміші 149 °C) і м'якому (600 хв−1, температура всмоктуваного повітря 52 °C). Одержують відповідно моторне і дослідницьке октанове числа (ОЧМ і ОЧД). Різниця між ними називається чутливістю і характеризує ступінь придатності бензину до різних умов роботи двигуна. Вважають, що ОЧД краще характеризує бензини при їзді в міських умовах, а ОЧМ — в умовах високих навантажень і швидкостей. Середнє арифметичне між ОЧД й ОЧМ називають октановим індексом, прирівнюють до дорожнього октанового числа, що нормується стандартами деяких країн (наприклад, США) і вказується на бензоколонках як характеристика палива, що продається.
При виробництві бензинів змішанням фракцій різних процесів важливе значення мають так звані октанові числа змішання (ОЧЗ), що відрізняються від дійсних октанових чисел окремих компонентів. Октанові числа змішання залежать від природи нафтопродукту, його вмісту в суміші й деяких інших факторів. У парафінових вуглеводнів ОЧЗ вище дійсних ОЧ, а в ароматичних залежність складніша. Різниця може перевищувати 20 пунктів. Октанове число змішання важливо враховувати при додаванні в паливо оксигенатів: спиртів і етерів (ефірів).

## Проблема підвищення октанового числа бензину
До початку 1970-х років проблема підвищення октанового числа бензину вирішувалася винятково за рахунок застосування етилової рідини, що містить тетраетилсвинець (ТЕС). Впровадження каталітичних нейтралізаторів, чутливих до наявності свинцю, привело до необхідності перегляду технічної політики в різних країнах. Були розроблені програми переходу на неетиловані палива. І хоча терміни виконання цих програм неодноразово відкладалися, застосування тетраетилсвинцю підходила до кінця. США, Австрія й Японія виробляють повністю неетиловані бензини, в інших країнах обсяг їхнього виробництва постійно збільшувався. У липні 2021 останньою країною, яка перестала використовувати етиловані бензини став Алжир.
Проблема вироблення неетилованого бензину зараз вирішується за рахунок модифікації компонентного складу. У товарні бензини додають алкілати, ізомеризати й сполуки, що містять кисень. При цьому одночасно вирішується інші проблеми: зниження тиску насиченої пари бензину, зменшення концентрації бензолу і забезпечення повноти згоряння палива. Альтернативні свинцю органічні антидетонатори й ті, що містять метал, типу екстраліну одержали не таке широке застосування, як ТЕС. Їх використовують на деяких НПЗ, а з деякого часу пропонують власникам автомобілів як так званих октан-бустерів, тобто препаратів для коригування октанового числа бензину безпосередньо на місці застосування палива.